# کوین داوری
کوین داوری (انگلیسی: Kevin Dawtry؛ زادهٔ ۱۵ ژوئن ۱۹۵۸) بازیکن فوتبال اهل بریتانیا است.
از باشگاه‌هایی که در آن بازی کرده‌است می‌توان به باشگاه فوتبال ردینگ، باشگاه فوتبال کریستال پالاس، باشگاه فوتبال ساوت‌همپتون، و باشگاه فوتبال ای‌اف‌سی بورنموث اشاره کرد.